# Siriusgnathus
Siriusgnathus é um cinodonte traversodonte do final do Triássico, na Supersequência Santa Maria, no Brasil. Inclui ao menos uma espécie, a Siriusgnathus niemeyerorum.
Teria um corpo robusto, comprido e com alguns indícios de pelos, em um estágio de transição entre os répteis e os mamíferos.
O nome tem duas explicações. Foi inspirado na estrela Sirius, da constelação de Cão Maior, referente ao nome do grupo, cinodonte, que significa "dentes de cão". A segunda explicação é em referência ao personagem Sirius Black, da saga Harry Potter, que no enredo se transforma espontaneamente em um cão preto.